# Matthijs de Ligt
Matthijs de Ligt (n. 12 august 1999, Leiderdorp, Olanda de Sud, Țările de Jos) este un fotbalist neerlandez, care joacă pe post de fundaș central la Manchester United în Premier League. Pe plan internațional, are prezențe la națională pentru Țările de Jos.

## Palmares
Ajax
- Eredivisie: 2018–19[3]
- KNVB Cup: 2018–19[3]
- Vice-campion UEFA Europa League: 2016–17[4]

Juventus
- Serie A: 2019–20[3]
- Coppa Italia: 2020–21;[5] vice-campion: 2019–20,[6] 2021–22[7]
- Supercoppa Italiana: 2020[8]

Bayern München
- Bundesliga: 2022–23[9]
- DFL-Supercup: 2022[10]

Țările de Jos
- Vice-campion Liga Națiunilor UEFA: 2019[11]

## Statistici
La meciul jucat pe 18 mai 2024.
| Club             | Sezon            | Campionat        | Campionat | Campionat | Cupă    | Cupă   | Competiții europene | Competiții europene | Altele  | Altele | Total   | Total  |
| Club             | Sezon            | Divizie          | Meciuri   | Goluri    | Meciuri | Goluri | Meciuri             | Goluri              | Meciuri | Goluri | Meciuri | Goluri |
| ---------------- | ---------------- | ---------------- | --------- | --------- | ------- | ------ | ------------------- | ------------------- | ------- | ------ | ------- | ------ |
| Jong Ajax        | 2016–17          | Eerste Divisie   | 17        | 1         | —       | —      | —                   | —                   | —       | —      | 17      | 1      |
| Ajax             | 2016–17          | Eredivisie       | 11        | 2         | 3       | 1      | 9                   | 0                   | —       | —      | 23      | 3      |
| Ajax             | 2017–18          | Eredivisie       | 33        | 3         | 2       | 0      | 4                   | 0                   | —       | —      | 39      | 3      |
| Ajax             | 2018–19          | Eredivisie       | 33        | 3         | 5       | 1      | 17                  | 3                   | —       | —      | 55      | 7      |
| Ajax             | Total            | Total            | 77        | 8         | 10      | 2      | 30                  | 3                   | 0       | 0      | 117     | 13     |
| Juventus         | 2019–20          | Serie A          | 29        | 4         | 4       | 0      | 6                   | 0                   | 0       | 0      | 39      | 4      |
| Juventus         | 2020–21          | Serie A          | 27        | 1         | 4       | 0      | 5                   | 0                   | 0       | 0      | 36      | 1      |
| Juventus         | 2021–22          | Serie A          | 31        | 3         | 4       | 0      | 7                   | 0                   | 0       | 0      | 42      | 3      |
| Juventus         | Total            | Total            | 87        | 8         | 12      | 0      | 18                  | 0                   | 0       | 0      | 117     | 8      |
| Bayern München   | 2022–23          | Bundesliga       | 31        | 3         | 4       | 0      | 7                   | 0                   | 1       | 0      | 43      | 3      |
| Bayern München   | 2023–24          | Bundesliga       | 22        | 2         | 1       | 0      | 6                   | 0                   | 1       | 0      | 30      | 2      |
| Bayern München   | Total            | Total            | 53        | 5         | 5       | 0      | 13                  | 0                   | 2       | 0      | 73      | 5      |
| Total în carieră | Total în carieră | Total în carieră | 234       | 21        | 28      | 2      | 60                  | 3                   | 2       | 0      | 324     | 26     |

1. ↑  Include meciuri din KNVB Cup, Coppa Italia, DFB-Pokal
2. ↑  Apariții în UEFA Europa League
3. ↑  Două apariții în Liga Campionilor UEFA, două apariții în UEFA Europa League
4. 1 2 3 4 5 6  Apariții în Liga Campionilor UEFA
5. 1 2  Apariție în DFL-Supercup